# Tre Deckare löser Stirrande trädets gåta
Alfred Hitchcock och Tre Deckare löser Stirrande trädets gåta (originaltitel Alfred Hitchcock and the Three Investigators in The Secret of Phantom Lake) är den nittonde delen i den fristående Tre deckare-serien. Boken är skriven av William Arden 1973 och utgiven på svenska 1975 av B. Wahlströms bokförlag med översättning av Kurt G. Möller.
Jack Hearne står felaktigt omnämnd som omslagstecknare, men han gjorde illustrationerna i den amerikanska utgåvan. Omslaget ritades av Ed Vebell.

## Handling
Tre Deckare hittar en gammal koffert i vilken de finner en dagbok tillhörande en avliden sjöman. Dagboken ger ledtrådar till en skatt.